# فلیکس اشترام
فلیکس اشترام (آلمانی: Felix Sturm؛ زادهٔ ۳۱ ژانویهٔ ۱۹۷۹) بوکسور اهل آلمان است.